# Finská rallye 1985
Finská rallye 1985 (Nebo také Rallye 1000 jezer) byla devátou soutěží mistrovství světa v rallye 1985. Soutěž měřila 479 km a měla 59 rychlostních zkoušek. Vítězem se stal Timo Salonen s vozem Peugeot 205 Turbo 16 E2, který se díky tomu stal mistrem světa v rallye pro rok 1985.

## První etapa
Nejlépe odstartoval Markku Alen s vozem Lancia 037 Rally. Premiérově zde startovaly nové vozy Audi quattro S1. Hned v prvním testu jedno z nich poškodil Hannu Mikkola. Na čtvrté pozici se držel Juha Kankkunen s vozem Toyota Celica TCT. Hned v prvním testu lehce havarovali Henri Toivonen a Kalle Grundell. vedl Alen a druhý jel Timo Salonen s vozem Peugeot 205 Turbo 16 E2, který měl šanci získat již na této soutěži titul. Před něj se ale probojoval Stig Blomqvist s druhým Audi. Nejlepším soukromým jezdcem byl Per Eklund s Audi Quattro A2.

## Druhá etapa
Ve vedení se stále držel Alen, na druhou pozici se opět vrátil Salonen. Na třetím místě se držel Blomqvist a na čtvrté se až z patnácté probojoval jeho týmový kolega Mikkola. Havaroval Juha Kankkunen, který při nehodě utrhl zadní nápravu. Na páté místo se tak posunul Eklund a na šesté druhý jezdec týmu Toyota, Björn Waldegaard. Ve skupině A vedl Mikael Sandström s vozem Fiat Ritmo Abarth. ze zadních pozic se zpátky dopředu posouval Toivonen. Salonen se nakonec propracoval na první místo a na druhé se dostal Blomqvist, který chtěl mít i nadále šanci získat titul. Ale potřeboval porazit právě Salonena. Alen byl až třetí a bojoval s Mikkolou. Páté místo držel Eklund. Šesté hájil Waldegaard před dotahujícím Toivonenem.

## Třetí etapa
Blomqvist vyhrál většinu testů třetího dne a stáhl Salonenův náskok. Třetí pozici držel Alen a čtvrtou Mikkola. Tomu ale praskla olejová hadice a musel ze soutěže odstoupit. Na jeho pozici se tak posunul Eklund. Blomqvist nakonec Salonena nepředjel a zůstával na druhé pozici. Třetí se držel Alen. ve skupině A se do vedení dostal Lars-Erik Torph ve voze Volkswagen Golf II GTI.

## Čtvrtá etapa
Vedení udržoval Salonen, Blomqvist se držel druhý a Alen třetí. O čtvrtou pozici bojoval Toivonen s Grundellem. Šestou pozici držel soukromník Eklund, který měl náskok na Waldegaarda. Na osmé pozici mil nový lídr skupiny A Mikael Ericsson s vozem Audi 80 Quattro. Pořadí se udrželo až do cíle.

## Výsledky
1. Timo Salonen, Harjanne - Peugeot 205 T16 E2
2. Stig Blomqvist, Cederberg - Audi Quattro S1
3. Markku Alen, Kivimaki - Lancia 037 Rally
4. Henri Toivonen, Piironen - Lancia 037 Rally
5. Kalle Grundell, Diekmann - Peugeot 205 T16 E2
6. Per Eklun, Berglund - Audi Quattro A2
7. Björn Waldegaard, Thorselius - Toyota Celica TCT
8. Mikael Ericsson, Johansson - Audi 80 Quattro
9. Lars-Erik Torph, Svanstrom - Volkswagen Golf II GTI
10. Sebastien Lindholm, Pettersson - Audi 80 Quattro